# Armada de Chile durante la Guerra del Pacífico

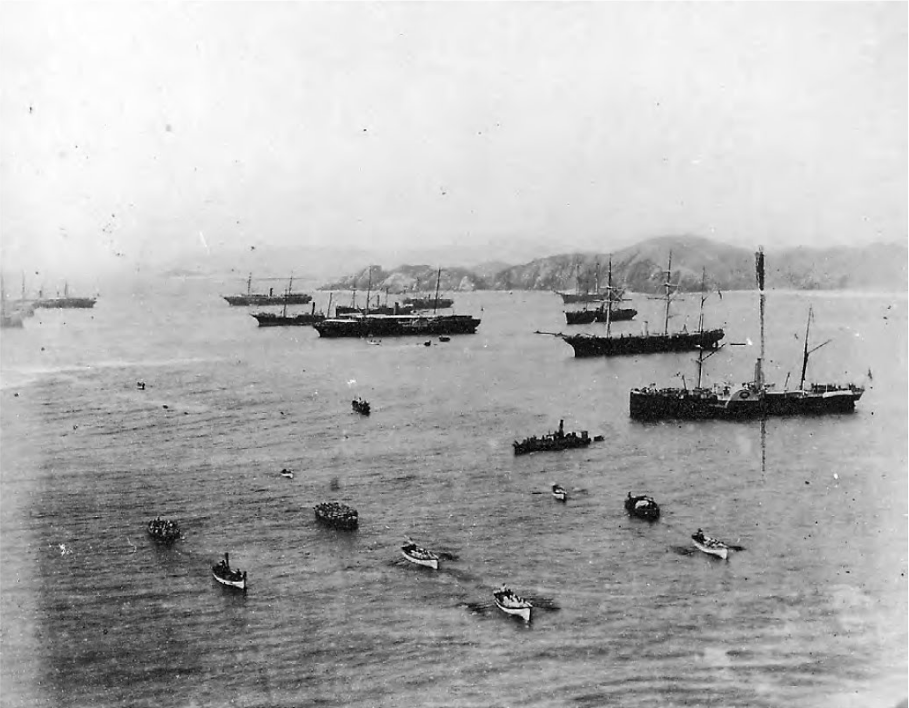
Desembarco chileno en Curayaco. Se ven las chalanas cargadas con soldados, tiradas por lanchas a vapor y por botes con remeros.

La Armada de Chile durante la guerra del Pacífico (1879-1883) fue la fuerza naval del estado que realizó la política naval del Gobierno de Chile con el fin de alcanzar los objetivos políticos de la guerra.
Con sus modernas fragatas así como con la experiencia y motivación de su tripulación logró remontar las deficiencias de su estrategia inicial y finalmente desmantelar a las fuerzas que impedían las campañas terrestres.
La fuerza naval de Chile cumplió diferentes funciones durante el conflicto: control del mar y costas, bombardeo naval, transporte y abastecimiento de las fuerzas terrestres, bloqueo de puertos, interrupción del transporte de pertrechos enemigos, atención a heridos en buques hospitales y transporte de ellos a puertos de atención.
Fue solo una de las más poderosas que navegaban frente a las costas de América, pero su presencia fue motivo de contención para posibles intentos de intervención en la guerra de otros países con intereses en la zona.

## Antecedentes

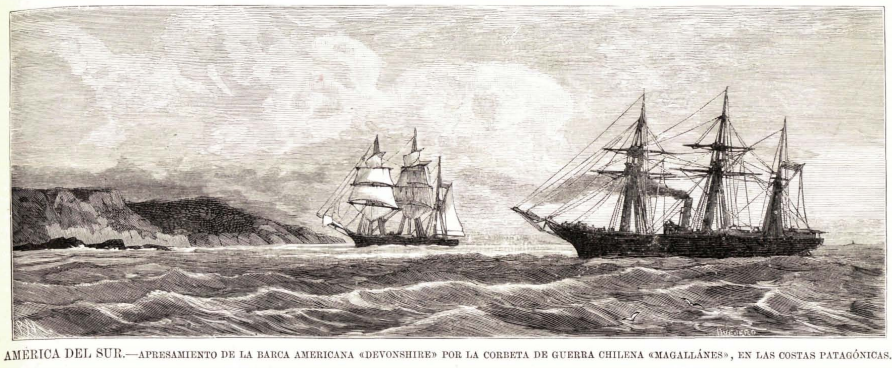
Par ejercer derechos de soberanía en tierras lejanas era necesaria una fuerza naval operativa que fuese conocida y respetada. La Ilustración Española y Americana muestra la captura del mercante estadounidense Devonshire por la Magallanes, en octubre de 1878.

La historia de Chile había demostrado la vulnerabilidad del país con sus largas costas frente a fuerzas llegadas por el mar. Así, durante la Guerra de independencia de Chile el general español Antonio Pareja había desembarcado impunemente sus cuadros militares traídos desde Perú en el sur de Chile y formado allí un ejército que, posterior a su muerte, abatió a las fuerzas patriotas de la Patria Vieja. Cuarenta años después, José Manuel Pareja, hijo del anterior, bombardeó Valparaíso, en ambos casos, ante la impotencia de un país que carecía de una fuerza naval disuasiva.
A medida que aumentaba la población, se mejoraban los medios de transporte y se descubrían riquezas naturales, comenzaron a hacerse más patentes la disputas territoriales que enfrentaban a las nuevas repúblicas de América. En vista de la absoluta falta de naves de guerra que había revelado la guerra contra España y las crecientes tensiones fronterizas con Argentina por la Patagonia, el Estrecho de Magallanes y Tierra del Fuego y con Bolivia por la región de Antofagasta, el gobierno chileno decidió en 1872 la compra de la Fragata blindada Cochrane y la Fragata blindada Blanco Encalada, ambas gemelas, que darían a Chile la mayor capacidad naval entre sus repúblicas hermanas.

## Situación antes de la guerra
- Venta de la Abtao
- Patricio Lynch, Benjamín Muñoz Gamero, Roberto Gatica, Tomás Barragán y Leoncio Señoret se habían embarcado en naves extranjeras.[1]: 4
- Chilenos en la Marina de Perú
- Estado de las naves chilenas
- Diques de Valparaíso, carbón, maestranzas

### Oficialidad

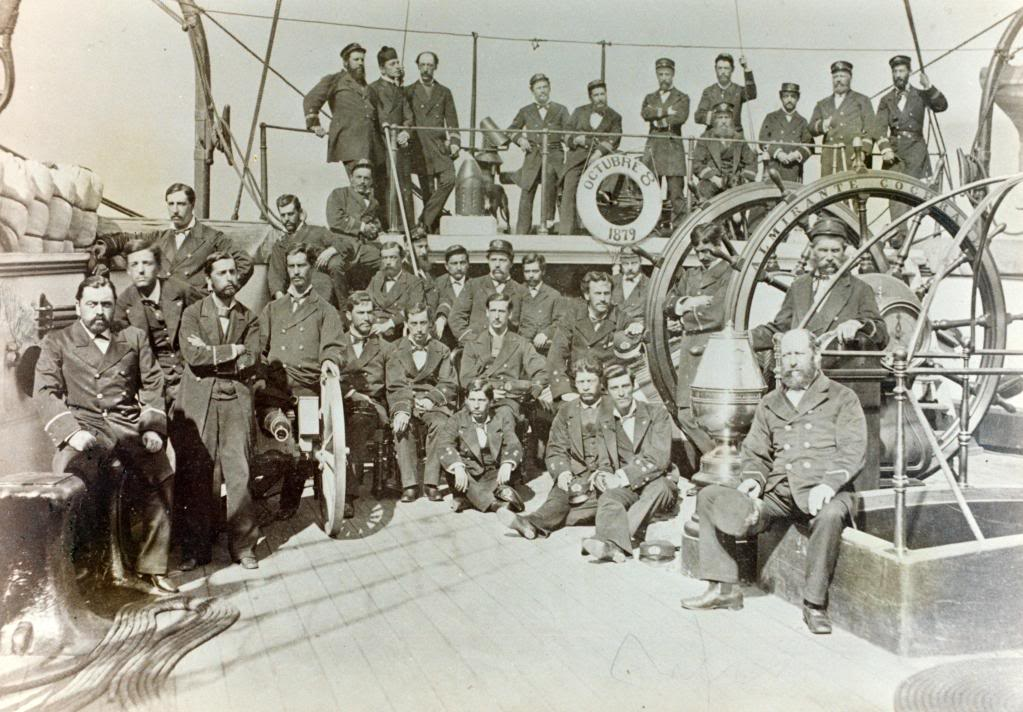
Oficialidad de la fragata Cochrane en 1879.

Sin duda los chilenos cometieron errores, a veces desastrosos, como los señalados por Wilhelm Ekdahl Anglin, militar e historiador sueco al servicio de Chile, que escribió en 1919 sobre las incursiones navales chilenas en el año 1879:
Exceptuando la habilísima combinación táctica que resultó el 8 X con la captura del Huáscar y la casual captura de la Pilcomayo el 18 XI, nunca esos cruceros dieron resultados positivos;: 583 
Este juicio, justo o injusto, es el que se encuentra a menudo en los libros de historia. Entre las críticas se lee a menudo sobre los errores tácticos y estratégicos de Juan Williams Rebolledo (no haber establecido un orden de batalla antes del comienzo de las hostilidades, no haber capturado el Chalaco, haber dejado Antofagasta sin protección para bloquear Iquique, haber deducido erróneamente que el bloqueo obligaría a la flota peruana a buscar la batalla decisiva): 81–86 
- Williams no fue capaz de informar al gobierno de su plan de buscar la batalla decisiva en el Callao en mayo.
- Williams dejó a sus más débiles naves sosteniendo un bloqueo y dejándolas expuestas a un posible ataque de la Marina de Perú.
- Pérdida de contacto con el barco carbonero durante el viaje al bloqueo dejó a las naves chilenas sin suficiente combustible.
- La pésima protección naval de las líneas de abastecimientos fue la causa de la pérdida del Rimac.
- Thompson expuso inútilmente al Huáscar a la artillería naval de Arica, y eso le costó literalmente la vida.
- Los capitanes del Loa y la Covadonga expusieron y perdieron sus naves a pesar de advertencias.

### Mantenimiento de las naves
En Valparaíso trabajaban dos diques flotantes, que sin embargo no podían recibir las fragatas blindadas, pero si las naves menores. (ver F.Machuca)
Los pontones Biobio y Maipú de la CSAV pasaron también a manos de la Armada y fueron utilizados para realizar las reparaciones de las naves en Valparaíso.: 87 

## Naves de guerra

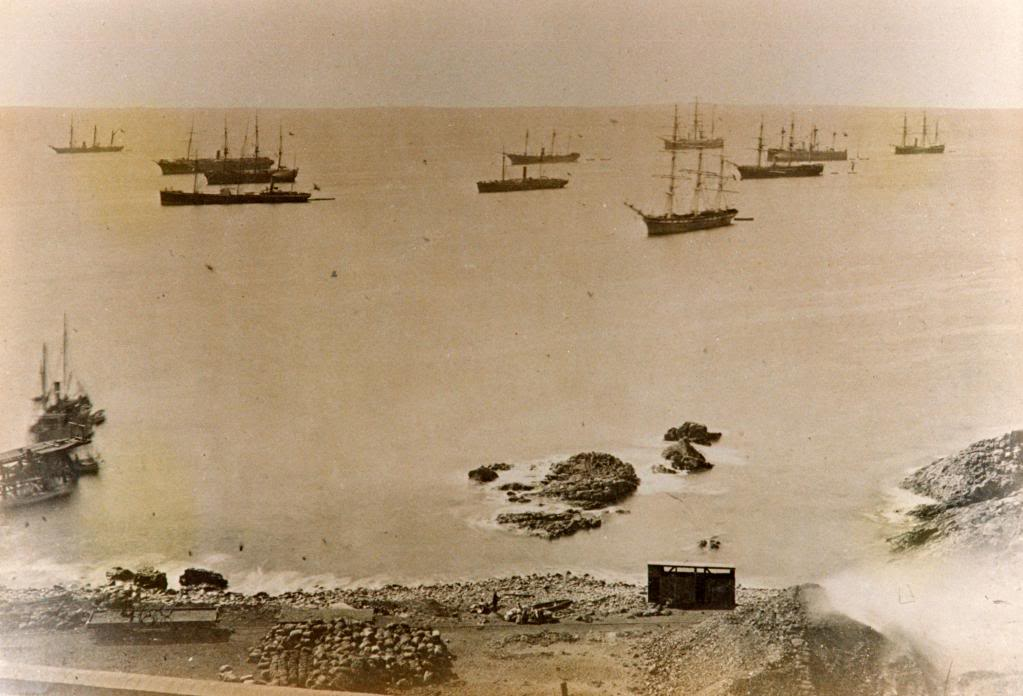
La presencia de las naves de la armada era garantía de ayuda a las tropas del ejército durante los desembarcos. En la foto de la bahía de Pisagua después de la toma de este puerto por las tropas chilenas, el 2 de noviembre de 1879, se ven algunos de los buques de la Escuadra y transportes que habían conducido al Ejército, fondeados. Al extremo izquierdo se distingue la goleta cañonera Covadonga; a continuación, el crucero Angamos junto a dos transportes por su banda de estribor; uno de ellos es el Amazonas, armado en guerra, y distinguible por sus dos palos. Hacia la derecha, en segundo plano, se puede distinguir al Cochrane, reconocible por haber sido despojado de su arboladura, salvo sus palos machos. A estribor de éste se halla la fragata de guerra británica HMS Thetis.

| Cochrane | 3,560 | 2,000 | 9–12.8 | 9 pulgadas                                          | 6 x 9 pulgadas                                      | 1874    |  |  |
| Blanco Encalada | 3,560 | 3,000 | 9–12.8 | 9 pulgadas                                          | 6 x 9 pulgadas                                      | 1875    |  |  |
| Corbetas |       |       |        |                                                     |                                                     |         |  |  |
| O'Higgins | 1670  | 1200  | 8-10   |                                                     | 3 x 115 lb                                          | 1866    |  |  |
| Chacabuco | 1670  | 1200  | 8-10   |                                                     | 3 x 115 lb                                          | 1866    |  |  |
| Esmeralda | 850   | 200   | 3      |                                                     | 12 x 40 lb                                          | 1854    |  |  |
| Abtao | 1050  | 300   | 6      |                                                     | 3 x 150 lb                                          | 1864    |  |  |
| Cañoneras |       |       |        |                                                     |                                                     |         |  |  |
| Magallanes | 950   | 1200  | 11     |                                                     | 1 x 115 lb                                          | 1872    |  |  |
| Covadonga | 412   | 140   | 5      |                                                     | 2 x 70 lb                                           | 1858    |  |  |
| Torpederas |       |       |        |                                                     |                                                     |         |  |  |
| Colo Colo, Tucapel | 35    | 40    | 19     | Torpedos de pértiga (T.d.p) y 2 Ametralladoras (am) | Torpedos de pértiga (T.d.p) y 2 Ametralladoras (am) | 1879    |  |  |
| Janequeo | 35    | 400   | 20     | 2-3 T.d.p., 2 am.                                   | 2-3 T.d.p., 2 am.                                   | 1879    |  |  |
| Rucumilla, Tegualda, Glaura, Guale, Janequeo | 35    | 400   | 20     | 2 T.d.p., 1 am.                                     | 2 T.d.p., 1 am.                                     | 1880-81 |  |  |
| Lauca, Quiroda | 70    | 400   | 20     | 2 T.d.p., 1 am.                                     | 2 T.d.p., 1 am.                                     | 1880-81 |  |  |
| Transportes artillados |       |       |        |                                                     |                                                     |         |  |  |
| Angamos | 1180  | 480   | 14     |                                                     | 1 Armst. 8 pulgadas                                 | 1876    |  |  |
| Amazonas | 1970  | 2400  | 11     |                                                     | 1 Armst. 6 pulgadas                                 | 1874    |  |  |
| Toltén | 240   | 270   | 9      |                                                     |                                                     | 1875    |  |  |
| Naves de guerra capturadas a Perú |       |       |        |                                                     |                                                     |         |  |  |
| Huáscar |       |       | 10-11  |                                                     | 2 x 300 lb                                          | 1866    |  |  |
| Pilcomayo | 600   | 180   | 11.5   |                                                     | 2 x 70 lb                                           | 1874    |  |  |
| Guacolda | 30    | 100   | 16     |                                                     |                                                     | 1879    |  |  |
| Faltan en la lista obviamente el conocido Rímac, las torpederas Alianza (peruana), República (peruana), Fresia (chilena), Vedette (chilena) y el Loa, todas de conocida participación en la guerra, pero que no son enlistadas por el autor elegido. Asimismo hemos retirado los datos sobre un transporte peruano Mayro, que no tiene referencias en otras obras. |       |       |        |                                                     |                                                     |         |  |  |

## Marina mercante
Debido a la enorme cantidad de pertrechos que debían trasladarse a la zona de guerra y que estos solo podían ser llevados por mar por falta de una infraestructura de caminos, la capacidad de carga de la marina mercante fue esencial durante la guerra aunque también se utilizó la oferta de la Pacific Steam Navigation Company (en adelante PSNC). Sin embargo esta estaba restringida por las leyes de neutralidad que regían para los súbditos británicos. Tras la guerra contra España en 1866, la marina mercante debió comenzar prácticamente desde cero.: 80 

### Contrato de la CSAV del 6 de agosto de 1874
El cabotaje en las costa chilenas antes de la guerra estaba permitido tanto a empresas nacionales como extranjeras y era realizado por la Compañía Sudamericana de Vapores (CSAV), White Star (Inglesa), Compagnie Generale Transatlantique (francesa), Kosmos (alemana), Compañía de Navegación Belga, y la PSNC. Para poder sostener la competencia con empresas extranjeras, el estado chileno acordó con la CSAV el 6 de agosto de 1864 una subvención por diez años de $100.000 anuales que incluía las siguientes condiciones:: 2 
- Servir al transporte de correos (oficial o particular) entre todos los puertos que toque, ahora o en el futuro.
- Rebajar en un 50% la tarifa para empleados, tropa y carga estatal; las autoridades estaban exentas de cobro.
- Abastecer de carbón a la Armada, por el precio del costo, en los puertos donde la empresa tuviera depósitos de dicho combustible.
- Disponer naves para expediciones estatales, con buques fuera de itinerarios, y aun con cualquier nave si recibía un aviso de previo de diez días.
- Las naves y tripulaciones de la CSAV quedarán a disposición del estado bajo el mando de oficiales de la armada cuando la ocasión así lo requiera, en cuyo caso se convendría un valor de ocupación de servicio.

Este convenio permitió al estado chileno utilizar las naves de la compañía durante la guerra. Los buques de la CSAV y los de la CELC navegaron al mando de oficiales mercantes dispuestos por las empresas, pero con un oficial de la Armada que tomaba el mando en caso de acción de guerra. La excepción fueron los cruceros armados Copiapó y Loa que navegaron siempre bajo el mando de oficiales de la Armada.: 2 : 84 

### Lista de naves mercantes en servicio de la Armada durante la guerra
Por medio del contrato con la CSAV, compras a extranjeros, requisiciones a nacionales y donaciones o préstamos la Armada dispuso de las siguientes naves:
| Capacidad de carga por parte de Chile a fines de 1880 según Vargas M.: 4 | Capacidad de carga por parte de Chile a fines de 1880 según Vargas M.: 4 | Capacidad de carga por parte de Chile a fines de 1880 según Vargas M.: 4 | Capacidad de carga por parte de Chile a fines de 1880 según Vargas M.: 4 | Capacidad de carga por parte de Chile a fines de 1880 según Vargas M.: 4 | Capacidad de carga por parte de Chile a fines de 1880 según Vargas M.: 4 | Capacidad de carga por parte de Chile a fines de 1880 según Vargas M.: 4 | Capacidad de carga por parte de Chile a fines de 1880 según Vargas M.: 4 | Capacidad de carga por parte de Chile a fines de 1880 según Vargas M.: 4 | Otras naves    | Otras naves |  |
| Barco                                                                    | Carga (t)                                                                | Pasajeros                                                                | Barco                                                                    | Carga (t)                                                                | Pasajeros                                                                | Barco                                                                    | Carga (t)                                                                | Pasajeros                                                                | Barco          | Observaciones |  |
| De la Compañía Explotadora de Lota y Coronel                             | De la Compañía Explotadora de Lota y Coronel                             | De la Compañía Explotadora de Lota y Coronel                             | Transferidos desde la CSAV                                               | Transferidos desde la CSAV                                               | Transferidos desde la CSAV                                               | Donado por Francisco Álvarez                                             | Donado por Francisco Álvarez                                             | Donado por Francisco Álvarez                                             |                | |  |
| Carlos Roberto                                                           | 550                                                                      | 610                                                                      | Huanay                                                                   | 350                                                                      | 420                                                                      | Elvira Álvarez                                                           | 1.000                                                                    | 610                                                                      | Toltén         | Comprado en Francia al comienzo de la guerra.                                                                                   |  |
| Luis Cousiño                                                             | 550                                                                      | 615                                                                      | Inspector                                                                | 827                                                                      | 1.500                                                                    | Arrendado a navieros británicos                                          | Arrendado a navieros británicos                                          | Arrendado a navieros británicos                                          | Angamos        | Comprado en Gran Bretaña al comienzo de la guerra («Belle City of Cork»).                                                       |  |
| Matías Cousiño                                                           | 900                                                                      | 800                                                                      | Itata                                                                    | 1.211                                                                    | 1.260                                                                    | Pisagua                                                                  | 1.000                                                                    | 600                                                                      | Toro           | Comprado a privados en Antofagasta al comienzo de la guerra.                                                                    |  |
| Requisado a navieros chilenos                                            | Requisado a navieros chilenos                                            | Requisado a navieros chilenos                                            | Lamar                                                                    | 1.300                                                                    | 930                                                                      | Elena                                                                    | 1.480                                                                    | 812                                                                      | Rímac          | Transferido desde la CSAV, pero capturado por la marina de Perú en julio de 1879 por lo que no aparece en la lista de Vargas M. |  |
| Dordrech                                                                 | 835                                                                      | 810                                                                      | Limarí                                                                   | 900                                                                      | 833                                                                      | Origen desconocido                                                       | Origen desconocido                                                       | Origen desconocido                                                       | Rímac          | Transferido desde la CSAV, pero capturado por la marina de Perú en julio de 1879 por lo que no aparece en la lista de Vargas M. |  |
| Avestruz                                                                 | 747                                                                      | 1.000                                                                    | Bernard Castle                                                           | 1.000                                                                    | 1.110                                                                    | Orcero                                                                   | 1.093                                                                    | 1.220                                                                    | Loa            | Transferido desde la CSAV, pero hundido por la marina de Perú en julio de 1880 por lo que no aparece en la lista de Vargas M.   |  |
| Excelsior                                                                | 1.256                                                                    | 1.550                                                                    | Paquete del Maule (1866)                                                 | 350                                                                      | 420                                                                      |                                                                          |                                                                          |                                                                          | Loa            | Transferido desde la CSAV, pero hundido por la marina de Perú en julio de 1880 por lo que no aparece en la lista de Vargas M.   |  |
| Julia                                                                    | 1.159                                                                    | 210                                                                      | Copiapó                                                                  | 800                                                                      | 1.146                                                                    |                                                                          |                                                                          |                                                                          | Princesa Luisa | Comprado a privados en Tarapacá a principios de 1880.                                                                           |  |
| Juana                                                                    | 550                                                                      | 220                                                                      | Comprados a la PSNC                                                      | Comprados a la PSNC                                                      | Comprados a la PSNC                                                      |                                                                          |                                                                          |                                                                          |                | |  |
| Lota                                                                     | 1.260                                                                    | 1.240                                                                    | Amazonas                                                                 | 1.200                                                                    | 1.260                                                                    |                                                                          |                                                                          |                                                                          |                | |  |
| Norfolk                                                                  | 1.296                                                                    | 1.512                                                                    | Chile                                                                    | 1.000                                                                    | 880                                                                      |                                                                          |                                                                          |                                                                          |                | |  |
| Santa Lucía                                                              | 500                                                                      | 800                                                                      | Paita                                                                    | 1.000                                                                    | 1.580                                                                    |                                                                          |                                                                          |                                                                          |                | |  |
| Capacidad total: 24.114 toneladas y 25.448 pasajeross                    |                                                                          |                                                                          |                                                                          |                                                                          |                                                                          |                                                                          |                                                                          |                                                                          |                | |  |

A pesar del número de naves a disposición, la capacidad de transporte fue siempre una limitación en la planificación de las operaciones. Durante el desembarco de Pisagua no se pudo llevar ambulancias, y durante la Campaña de Lima se debió desembarcar tropas en dos escalones. Comandante de la división de transportes en Pisagua fue Patricio Lynch Solo de Zaldívar.: 86 
Sobre el esfuerzo realizado para el abastecimiento nos informa la Historia de la Marina Mercante de Chile:: 88 
"De este modo, durante 1879 la Intendencia del Ejército y Escuadra envió desde Valparaíso a Antofagasta, base de operaciones del Ejército Expedicionario, un total de 46 viajes en 13 vapores, un total de 25.173 toneladas. Mientras que se despacharon los veleros “Humberto I”, “Hurón”, “River Thomas”, “Carolina Morris”, “Rímac” (otro), “Luparta”, “Victory Cross”, “Egmont Hoorn”, “Erns L. Holtz”, “Adolfo”, “Novo Ghilino”, “Arturo”, “Casa Blanca”, “Cambria”, “Almendral”, “Giussepe Murzi”, “Tordo”, “Cabecera”, “Spiritt Hermonornig”, “Sycke”, “Federica” y “Cristóforo”, con un total de 15.481 toneladas. A su vez, los vapores de la CSAV movilizaron un total de 11.178 pasajeros en la cámara, y 135.017 en la cubierta, siendo éstos principalmente tropas de Ejército."
La misma fuente continua en la página siguiente:: 89 
"De este modo, al iniciarse 1879, la marina mercante con bandera chilena contaba con cerca de 10.000 toneladas, mientras que en 1884, año de término del conflicto, bordeaba las 65.000 toneladas a flote, y de éstas, un 90% estaba dedicada al movimiento marítimo interno."

## Presas y premios
Durante la guerra regía el artículo 640 del código civil chileno que entrega al estado chileno la propiedad de los bienes estatales enemigos capturados y que debía disponer de ellos conforme a las Ordenanzas de Marina y de Corso para su uso y/o repartición.: 132  El Huáscar fue tasado en 72.917 libras esterlinas a lo que se sumó el carbón, pertrechos y víveres encontrados a bordo. De acuerdo a la ley, la octava parte de la presa fue repartido entre los tripulantes de acuerdo al grado.: 152 

## Oficina hidrográfica
Una importante labor de recopilación y publicación de informaciones realizó la Oficina hidrográfica, la precursora del Servicio Hidrográfico y Oceanográfico de la Armada de Chile. Puertos, lugares de desembarco, caminos, depósitos y cursos de agua, lugares de producción y almacenaje de alimentos, etc, fueron cartografiados por la Oficina hidrográfica bajo la dirección de Francisco Vidal Gormaz utilizando para ello mapas anteriores, informes de viajeros y de espías. Los chilenos que habían trabajado en Perú y los chinos libertos aportaron sus conocimientos. También soldados vestidos de civil hicieron el trayecto para buscar información.: 90 
La importancia de esta información puede ser evaluada a vista de que el 2 de noviembre de 1879 una parte de las fuerzas chilenas fue desembarcada unos pocos kilómetros al sur de Pisagua, en Caleta Junín, un lugar totalmente inadecuado. Sin resistencia, los chilenos demoraron hasta las 17:00 horas en desembarcar y llegaron a Pisagua cuando la lucha había terminado horas antes.
Diego Barros Arana consigna en su Historia de la Guerra del Pacífico, (1879-1880) que la Oficina Hidrográfica de Chile publicó entre 1879 y 1880 nueve obras sobre la geografía e infraestructura de la zona de guerra.: 112–115 

## Barcos hospital
Otra importante función de las naves era la atención de heridos y el transporte de enfermos a lugares donde se les ofreciera una mejor atención. Ambas funciones ocurrieron a veces bajo la bandera de la Cruz Roja Internacional.
Algunas veces médicos de las naves de guerra bajaron a tierra para atender a los heridos después de las batallas.

## Guarnición de las naves

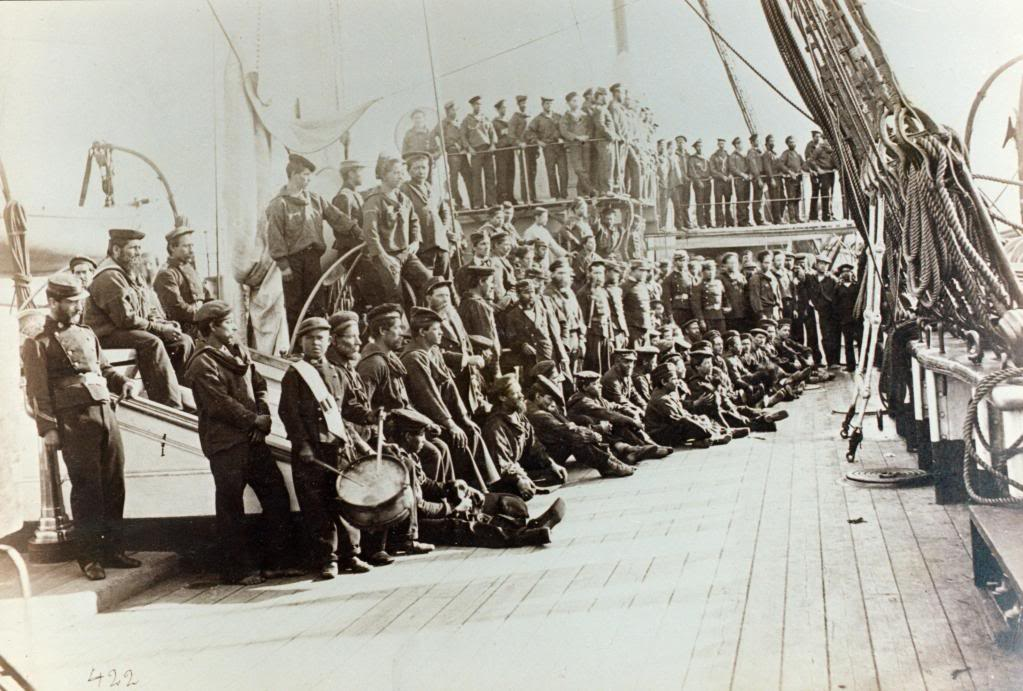
Tripulación de la fragata Cochrane en 1874.

Antiguamente destinado al abordaje de naves enemigas, las guarniciones de las naves, bajo diferentes nombres fueron cambiando sus funciones acorde a los progresos de la ciencia militar. Esta unidad inició la guerra bajo el nombre de Batallón de Artillería de Marina y su uniforme fue azul con botones que llevaban un ancla cruzada con un cañón. Una de sus compañías desembarcó en Antofagasta el 14 de febrero de 1879.: 3  En aquel momento se mantenían en Antofagasta 631 hombres.: 6 
El batallón Artillería de Marina, que fue ampliado después a regimiento, debía aportar la guarnición militar de Punta Arenas y las guarniciones embarcadas en las naves de la Armada. Para cada blindado estaban previstos dos pelotones al mando de un Oficial y entre 60 a 50 hombres de tropa, para cada corbeta se asignaba un Oficial y 20 a 35 hombres de tropa. Las cañoneras y los transportes embarcaban una escuadra de 10 a 11 hombres comandadas por un sargento. Incluso durante el bloqueo del Callao por la escuadra en 1880, se consideraron tres soldados en la tripulación de los botes torpederos. En total, estaban embarcados entre 289 y 350 hombres.: 6 
Durante el bloqueo del Callao, los soldados de las naves ocuparon la Isla de San Lorenzo.: 21–22 
(No se debe confundir al Batallón o Regimiento Artillería de Marina, que era parte de la Armada, con el Batallón Navales que era parte de la Guardia Nacional.)

## Estrategia y campaña naval

Cuadro proporcional de distancias en kilómetros desde El Callao a Caldera.

La Armada aportó notable energía, experiencia y conocimientos en el esfuerzo bélico. La merma de la recaudaciones fiscales peruanas a causa del bloqueo de sus puertos de exportación, la falta de abastecimiento militar a los puertos de Iquique y Arica durante las respectivas campañas militares también por el bloqueo de la Armada y el enorme flujo de hombres y material de guerra desde Chile a las costas peruanas, son pruebas de un trabajo realizado y esto a pesar de la distancia de miles de kilómetros desde los puertos chilenos de abastecimiento ya que ni Antofagasta ni Iquique eran abastecidos por su hinterland sino que debían serlo desde Valparaíso.
Además de la clara ventaja técnica de sus fragatas blindadas, los chilenos poseían una oficialidad preparada académicamente,(worcester,34) con experiencia en el extranjero(worcester,34) y con un alto espíritu de servicio a su país.
La preparación de las operaciones anfibias, por ejemplo, requirió considerar amplios aspectos entre las que R. Mellafe resalta la elección inteligente del lugar de desembarco, el uso correcto de la artillería naval, construcción de medios de desembarco apropiados (chalanas de fondo plano), la estibación ordenada de la carga conforme a la cronología de su posterior utilización y la previsión para abastecer de agua a miles de soldados en el desierto. Es decir, el éxito del desembarco en Pisagua fue en gran medida un mérito de las fuerzas navales que realizaron un plan cuidadosamente detallado para un fin específico y no un desembarco improvisado en un lugar cualquiera.: 106 
Si bien los rápidos movimientos y éxitos de Grau causaron impresión en Perú, es sabido que ninguna fuerza naval puede impedir incursiones rápidas y sorpresivas. Tampoco es su misión, como apunta Donal Worcester en su escrito sobre la estrategia en la guerra del Pacífico, donde cita a Alfred Mahan:
El verdadero fin de una flota ... no es perseguir o escapar, sino controlar los mares. ... Cuando la velocidad y no la fuerza es la base, la destrucción puede ser retardada, pero solo se escapará a ella si se permanece en el puerto. ... No la velocidad sino la fuerza ofensiva es el factor dominante en la guerra ... la fuerza no existe para la movilización sino la movilización para la fuerza ... La fuerza superior empujará finalmente a la inferior a tierra. Entretanto, sin embargo, se puede perder tiempo vital.
- Falta de alistamiento, falta de un barco carbonero, intenciones políticas de Williams
- Lejanía de los puertos de abastecimiento chilenos y apoyo peruano a su Marina de Guerra en la costa peruana, donde se desarrolló la guerra naval
- Aventura del Callao, heroísmo de Prats y exaltación patriótica
- Pérdidas para el Perú por el bloqueo de su comercio
- Cobro de aranceles de importación en puertos peruanos se realizó en naves de la Armada ancladas frente a los puertos

## Influencia y tareas de la Armada fuera del foco de la guerra
La Armada desempeñó un importante rol en la interrupción del transporte de armas desde Panamá a Perú mediante el bloqueo de los puertos más importantes, la expedición Lynch y también la presencia del naves chilenas en Panamá y Ecuador. El primero era el punto de transbordo de las armas compradas en Europa y la costa este de los EE. UU. hacia el Pacífico y el gobierno autónomo de Panamá, aún dependiente de Colombia, se negó a prohibir el paso de armas peruanas.
La presencia de naves de guerra de Chile logró, mientras estuvieron presentes, detener el paso. En un caso la persecución logró la captura de la torpedera peruana Alay en el puerto ecuatoriano de Ballenita.

### Presencia de naves de guerra europeas y estadounidenses
Durante la guerra diversas naves de guerra de potencias europeas y de los EE. UU. observaron desde prudente distancia las acciones bélicas, durante la Campaña de Lima se enviaron observadores militares a los estados mayores de ambos beligerantes. Esta fuerzas neutrales tenían por misión proteger los intereses de sus connacionales en la zona de guerra, pero también observar las características y los efectos de la guerra. Alfred Mahan, el autor de The Influence of Sea Power upon History, 1660-1783 que dio los fundamentos históricos y políticos del fortalecimiento de la US Navy, estuvo estacionado en el Callao durante la guerra.
En algunos casos ayudaron en la atención de los heridos después de las batallas, en el intercambio de prisioneros. Tras la expulsión de chilenos de Perú y Bolivia en 1879, algunas naves extranjeras les ayudaron mientras esperaban pasaje al sur en los botes y pontones de los puertos peruanos. Asimismo protegieron a los civiles peruanos que salieron de Lima en vísperas de la ocupación Chilena.
Existían en algunos países no beligerantes corrientes de opinión pública que exigían una intervención armada para finalizar la guerra, es decir, imponer a los beligerantes una paz conveniente a los intereses que representaban.
Una situación complicada y controvertida se originó tras la Batalla de Miraflores cuando, según historiadores peruanos, una junta de jefes de flotas extranjeras advirtió a Manuel Baquedano que ellos no permitirían el saqueo e incendio de Lima como había ocurrido en Chorrillos. El historiador chileno Sergio Villalobos da otra interpretación de las fuentes y advierte que una guerra naval en las costas sudamericanas hubiese sido demasiado costosa para cualquiera de las potencias interesadas en el comercio internacional.: 190–191 